# 스티븐 윌콕스

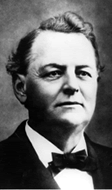
스티븐 윌콕스

스티븐 윌콕스 주니어(영어: Stephen Wilcox, Jr., 1830년 2월 12일 ~ 1893년 11월 27일)는 미국의 발명가로, 그의 파트너 조지 허먼 밥콕과 함께 수도관 보일러를 발명한 것으로 잘 알려져 있다. 윌콕스와 밥콕은 1867년 에너지 회사 밥콕 앤 윌콕스를 설립했다. 윌콕스는 로드아일랜드주 웨스털리에서 태어났으며 1893년 11월 27일 로드아일랜드주에서 63세의 나이로 사망했다.